# Sun du Connecticut
Maillots
Actualités
Le Sun du Connecticut (en anglais Connecticut Sun, « le Soleil du Connecticut ») est une franchise de basket-ball féminin de la ville de Uncasville (Comté de New London), membre de la WNBA. Le club était associé au club NBA du Magic d'Orlando. En effet, entre 1999 et 2002, la franchise était située dans la ville d'Orlando et portait le nom du Miracle d’Orlando.

## Historique de la franchise
Le Sun est d'abord nommé le Miracle d’Orlando de 1999 à 2002 et il joue au TD Waterhouse Centre. Le WNBA All-Star Game 2001 est accueilli en Floride. En octobre 2002, le Miracle annonce son souhait de quitter Orlando. Le 28 janvier 2003, le Connecticut est choisi comme destination d'accueil de la franchise pour la somme de 10 millions de dollars et se renomme Sun
. La franchise engage l'ancienne star des Huskies du Connecticut Rebecca Lobo. Si le Sun perd sa rencontre inaugurale 79 à 72 face aux Comets de Houston, la saison 2003 les voit accéder aux playoffs avec même une victoire sur le Sting de Charlotte.
En 2004, le Sun drafte la star Golden Gophers du Minnesota Lindsay Whalen. Elle aide le Sun à accéder aux Finales WNBA perdues 2 à 1 face au Storm de Seattle.
En 2005, le Sun signe la pivot polonaise Małgorzata Dydek et obtient un bilan de 26 victoires et 8 défaites, le meilleur d'une équipe de la conférence Est depuis la fondations de la WNBA pour atteindre une seconde fois les Finales. Malgré l’avantage du terrain, le Sun doit s'incliner face aux Monarchs de Sacramento. Le WNBA All-Star Game 2005 est accueilli au Connecticut.
En 2006, le Sun est stoppé en finales de conférence par le Shock de Détroit 2 à 1.
Le Sun se sépare de Mike Thibault en novembre 2012, qui est remplacé en janvier par Anne Donovan.
Le 18 juillet 2014, le Sun met un terme au contrat de Kelley Cain et la remplace par Ebony Hoffman. Le temps de l’indisponibilité de Danielle McCray, le Sun signe Briana Gilbreath-Butler, dont le contrat vient à terme le 1er août. Le Sun ne se qualifie pas pour les plays-offs, avec un bilan de 13 victoires pour 21 défaites en saison régulière.
Début juillet, le Sun se sépare de l'Ukrainienne Inga Orekhova (en) apparue dans seulement quatre rencontres en 2015 pour signer Jennifer Lacy, qui venait de quitter les Sparks. mi-août, le Sun signe pour sept jours la pivot Nikki Greene (en), 26e choix de la draft WNBA 2013, en raison de l'indisponibilité temporaire d'Elizabeth Williams.
Alors que le Sun était attendu avoir une saison difficile après la blessure de la rookie de l'année 2014 Chiney Ogwumike et la retraite anticipée de Katie Douglas, l'équipe fait un début de saison en fanfare qui lui donne des chances de participer aux play-offs, avec deux de ses joueuses, Alex Bentley et Kelsey Bone invitées au WNBA All-Star Game 2015. Privée toute la saison d'Ogwumike (genou) mais aussi d'Allison Hightower (genou) et Kelsey Griffin (hanche), le Sun doit aussi faire face à de nombreuses indisponibilités temporaires : Elizabeth Williams (genou), Alyssa Thomas (épaule) et Kayla Pedersen (traumatisme crânien), ce qui vaut à l'équipe d'établir un record du plus faible nombre de points inscrits sur une mi-temps avec seulement 18 unités au début de la rencontre du 25 août 2015 l'opposant au Dream.
Entravé par ces blessures malgré un bon départ initial (7 victoires en 8 rencontres), le Sun ne parvient pas de nouveau pas à se qualifier pour les play-offs (15 victoires - 19 défaites) mais garde néanmoins un fort soutien populaire avec une affluence record pour 2015 de 8 049 spectateurs pour la dernière rencontre, une victoire face au Sky de Chicago.
En juillet 2015, le Sun annonce son premier partenariat publicitaire avec la compagnie Frontier Communications. Au terme d'une troisième saison sans play-offs (15 victoires - 19 défaites en 2015 et 38 victoires - 64 défaites sur trois ans), Anne Donovan démissionne de son poste de coach du Sun. Elle est remplacée par Curt Miller.
En fonction depuis 2003, le manager général et vice-président du Sun Chris Sienko annonce en août 2016 sa démission de ses fonctions au mois de septembre. Il était le plus ancien en fonction parmi ses homologues de la WNBA. Il est remplacé début septembre par le coach Curt Miller.
Le Sun qui disposait des 3e et 4e choix sélectionne Morgan Tuck et Rachel Banham puis réalise un transfert surprise complexe qui envoie Chelsea Gray et leur premier choix de la draft WNBA 2017, les 15e et 23e choix aux Sparks de Los Angeles contre le 6e choix de la draft Jonquel Jones et le 17e choix, permettant ainsi au Sun de détenir trois des six premiers choix de la draft.
Le 25 juin 2016, le Mercury acquiert l'ancienne All-Star du Sun Kelsey Bone contre l'arrière rookie Courtney Williams, les droits sur Jillian Alleyne (en) sélectionnée au second tour de la draft WNBA 2016, et le second tour de la draft WNBA 2017 précédemment acquis par Connecticut auprès des Stars de San Antonio. Alors qu'en 2015 ses statistiques atteignaient 15,4 points à 50,8 % d'adresse et 6,3 rebonds, elles n'étaient plus en 2016 que de 10,4 points à 43,3% et 5,4 rebonds.
Après un départ difficile (3 victoires pour 13 défaites), le Sun remporte trois rencontres sur quatre, dont deux succès face aux finalistes de la saison précédente, le Lynx et le Fever. Le départ de Kelsey Bone coïncide avec le retour en forme de Chiney Ogwumike qui réussit au moins 20 points sur ces deux succès de prestige. Le jeu du Sun s'est accéléré et Ogwumike a pris les rookies sous son aile dans une ambiance transformée. Après l'indisponibilité de Morgan Tuck de fin août jusqu'à la fin de saison, le Sun signe Asia Taylor.
Le Sun veut rebondir après une saison 2016 décevante qui a vu la franchise devenir lanterne rouge des affluences de la ligue (6 000 spectateurs de moyenne) malgré l'absence sur blessure de Chiney Ogwumike mais avec le retour après deux années blanches d'Allison Hightower.
Le Sun n'obtient qu'une victoire sur les six premiers matches avant de se redresser avec 13 victoires en 17 rencontres. Trois joueuses du Sun (Jonquel Jones, Alyssa Thomas et Jasmine Thomas) sont sélectionnées au All-Star Game. Au mois de juillet, le Sun est l'équipe leader de la ligue avec 87,4 points inscrits et 9,89 interceptions. Le 8 juillet, le Sun réussit son plus important retournement de situation en effaçant un débours de 22 points durant le troisième quart-temps pour l'emporter 96 à 92 face aux Mystics.
Après un début de saison en fanfare, le Sun s'enfonce progressivement dans le classement, notamment en raison de l'absence prolongée d'Alyssa Thomas, ne se classant plus que 7e à la mi-saison avec une défaite contre la lanterne rouge de la saison 2017, les Aces de Las Vegas. Le 9 juillet 2018, Layshia Clarendon est échangée avec un second tour de la draft WNBA 2019 par le Dream contre Alex Bentley et envoyée au Sun.
Avec 27 points de Jasmine Thomas, le Sun bat les Sparks lors de la dernière journée pour obtenir la quatrième place de la saison régulière.
Exempté du premier tour des play-offs, le Sun est battu au second 86 à 96 par le Mercury de Phoenix.
Fin avril, le Sun transfère Chiney Ogwumike, qui exigeait son départ, aux Sparks contre un tour de draft, ce qui doit permettre à Jonquel Jones de retrouver le cinq de départ. Essence Carson commence la saison aux Mystics, mais est laissée libre mi-août, puis est engagée par le Sun, ce qui entraîne le départ de Jacki Gemelos. Le Sun enregistre un bilan de 26 victoires pour 6 défaites avec notamment une série de 14 victoires consécutives en fin de saison. Il est éliminé en demi-finales. Jonquel Jones est élue  meilleure joueuse de WNBA avec 19,4 points et 11,2 rebonds par rencontre.
Alors que la saison WNBA 2024 est marquée par une forte croissance médiatique, le Sun organise une première rencontre hors du Mohegan Sun Arena (7 649 spectateurs de moyenne) et investit la salle des Celtics de Boston, TD Garden et ses 19 156 places, pour une rencontre à guichets fermés le 20 août 2024.
La franchise est proposée à la vente au printemps 2025 par la tribu amérindienne des Mohégans et est rachetée par le propriétaire minoritaire des Celtics de Boston, Steve Pagliuca accompagné par un pool d'investisseurs, pour 325 millions de dollars, où la franchise devrait s'installer en 2027.

## Palmarès, bilan et récompenses

### Palmarès
| Championnat nationale                                                            | Autres titres                                                                          |
| - Women's National Basketball Association - Finaliste : 2004, 2005, 2019 et 2022 | - Conférence Est (2) - Champion : 2004 et 2005 - Commissioner's Cup - Finaliste : 2021 |

## Joueuses et personnalités

### Propriétaires
RDV Sports, Inc. (1998-2002)
Propriétaire du Orlando Magic
Mohegan Sun (2003-)
Propriétaire du Sun du Connecticut

### Joueuses célèbres
- Debbie Black
- Katie Douglas
- Małgorzata Dydek
- Sandrine Gruda
- Rebecca Lobo
- Lindsay Whalen

### Maillots retirés
| Maillots retirés de la franchise du Sun du Connecticut |     |                  |           |           |         |                 |
| #                                                      | Nom | Nom              | Période   | Période   | Poste   | Date de retrait |
| 12                                                     |     | Małgorzata Dydek | 2005-2007 | 2005-2007 | Pivot   |                 |
| 13                                                     |     | Lindsay Whalen   | 2004-2009 | 2004-2009 | Meneuse |                 |
| 23                                                     |     | Katie Douglas    | 2001-2009 | 2001-2009 | Arrière |                 |
| 42                                                     |     | Nykesha Sales    | 1999-2007 | 1999-2007 | Ailière |                 |

## Identité du club

### Logotype

Évolution du logo
Logo du Miracle d’Orlando de 1999 à 2002.
Logo du Sun de Connecticut de 2003 à 2020.
Logo depuis 2021.